# الحمراء (سيوداد ريال)
بلدية الحمراء (بالإسبانية: Alhambra)‏، هي إحدى بلديات مقاطعة سيوداد ريال إحدى مقاطعات إسبانيا، والتي تقع في منطقة قشتالة والمنشف وسط إسبانيا.
يبلغ عدد سكانها 1.168 نسمة وفقاً لإحصائية سنة (2007).